# 聖天坂停留場
聖天坂停留場（しょうてんさかていりゅうじょう）は、大阪府大阪市西成区天神ノ森一丁目にある阪堺電気軌道阪堺線の停留場。駅番号はHN57。
晴明通りを挟むようにホームが配置され、西側ホーム隣接道路の反対側は西成区岸里東一丁目となっている。

## 歴史
- 1911年（明治44年）12月1日：阪堺電気軌道（旧）によって開業。
- 1915年（大正4年）6月21日：南海鉄道との合併により、同鉄道の駅となる。
- 1944年（昭和19年）6月1日：南海の会社合併により、近畿日本鉄道の駅となる。
- 1947年（昭和22年）6月1日：近鉄からの路線譲渡により、南海電気鉄道の駅となる。
- 1980年（昭和55年）12月1日：南海からの路線譲渡により、阪堺電気軌道の駅となる[1]。

## 停留場構造
専用軌道上にあり、単式ホームが踏切を挟んで千鳥式に配置された2面2線の構成となっている。ホームは上下線とも踏切の手前に配置されている。なお、停留場付帯の踏切でありながら中央線のある道路を挟むためか、この踏切は遮断機の付いた第1種踏切である。

## 停留場周辺
- 聖天山
- 安養寺
- 天神ノ森公園
- 天下茶屋公園
- 大阪市立晴明丘小学校
- 大阪市立松虫中学校
- デイリーカナートイズミヤ 岸里店
- KUMON天神ノ森校
- ローソン
- ファミリーマート
- とんかつ一番
- 料亭春日

## バス
阪堺線の西側に並行して岸里東一丁目停留所や天下茶屋公園停留所も設置されていたが、2013年3月31日をもって廃止された。両停留所には赤バスの西成東ループが停車していた。
また、2014年3月31日まで大阪市交通局（大阪市営バス）の聖天坂停留所が、北側を通る松虫通に設置されていた（47号系統：地下鉄住之江公園 行、あべの橋 行）。運行は平日・土曜の昼間のみだった。
阪堺線の停留場は「しょうてんさか」と清音だが、市バス停留所は「しょうてんざか」と濁音であった。

## 隣の停留場
阪堺電気軌道
■阪堺線
北天下茶屋停留場 (HN56) - 聖天坂停留場 (HN57) - 天神ノ森停留場 (HN58)
- （）内は駅番号を示す。